# Platyscia mesoscia
Platyscia mesoscia är en fjärilsart som beskrevs av George Francis Hampson 1926. Platyscia mesoscia ingår i släktet Platyscia och familjen nattflyn. Inga underarter finns listade i Catalogue of Life.